# Leda z łabędziem (obraz Jacopa Tintoretta)
Leda z łabędziem (wł. Leda e il cigno) – obraz włoskiego malarza Jacopa Tintoretta.
Motyw przedstawiony na obrazie pochodzi z mitologii greckiej, opisanej u Owidiusza w Metamorfozach. Historia opowiada o Ledzie, córce Testiosa i Leukipe, żonie króla Sparty Tyndareosa. Według legendy w dziewczynie zakochał się Zeus, który by ja posiąść zamienił się w łabędzia i uwiódł ją. Po tym akcie Leda wydała cztery jaja, z których przyszło na świat czworo dzieci: Kastor, Polluks, Helena i Klitajmestra.
Tintoretto, jak i wielu innych malarzy renesansowych, nie oparł się namalowaniu erotycznej sceny Ledy i łabędzia. Tintoretto swoje dzieło oparł na kontrastach. Leda spogląda na swoją służącą, która przyniosła klatkę. Prawdopodobnie, przedstawiona scena rozgrywa się już po akcie miłosnym i naga kobieta chwyta Zeusa pod postacią łabędzia w celu zatrzymania go przy sobie na zawsze. Jasne ciało dziewczyny kontrastuje z intensywną czerwienią.